# Lipoproteína

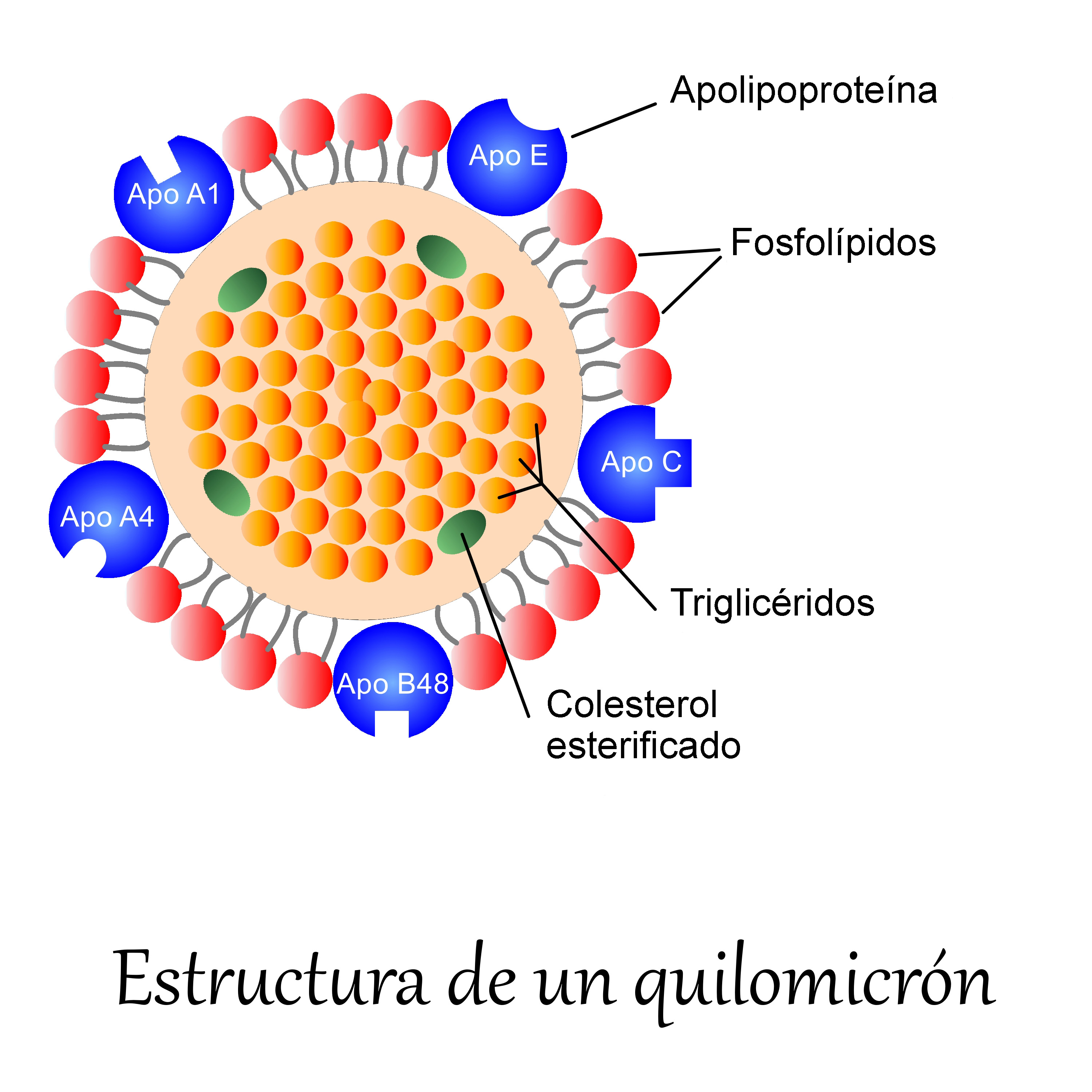

Las lipoproteínas son complejos macromoleculares esféricos formados por lípidos y proteínas específicas. Su función es transportar los diferentes tipos de lípidos a través de la sangre y la linfa. Constituyen un medio de transporte y reservorio circulante para los lípidos. Se clasifican dependiendo de su densidad en cinco clases: quilomicrones, lipoproteínas de muy baja densidad (VLDL), lipoproteínas de densidad intermedia (IDL), lipoproteínas de baja densidad (LDL) y lipoproteínas de alta densidad (HDL). La densidad está relacionada con el tamaño y la proporción entre lípidos y proteínas, de tal forma que las menos densas son de mayor tamaño y tienen menor porcentaje de proteínas en su composición, mientras que las más densas son de menor tamaño, tienen mayor porcentaje de proteínas y menor proporción de lípidos. Al colesterol sanguíneo transportado por las LDL se le conoce como colesterol malo, por favorecer la arterioesclerosis, por contra al colesterol trasportado por las HDL se le llama colesterol bueno por su efecto protector frente a la arterioesclerosis.

## Estructura
La lipoproteínas son agregados moleculares esféricos con una estructura compleja, están formadas por un núcleo de lípidos apolares (colesterol esterificado y triglicéridos) cubiertos con una capa externa polar de 2 nm formada por apoproteínas, fosfolípidos y colesterol libre. Las apoproteínas son proteínas específicas que tienen diversas funciones.  Sirven como componente estructural para unir los lípidos, son  ligandos para unir las lipoproteínas a sus receptores en las células, son moduladores de la actividad enzimática y actúan como cofactores en el transporte de lípidos entre las diferentes lipoproteínas. Las más importantes son Apo-AI, apo-AII, apo-B48, apo-B100, apo-CI, apo-CII, apo-E y apo(a)

## Tipos de lipoproteínas
Las lipoproteínas se clasifican en diferentes grupos según su densidad, a mayor volumen menor densidad:
- Quilomicrones

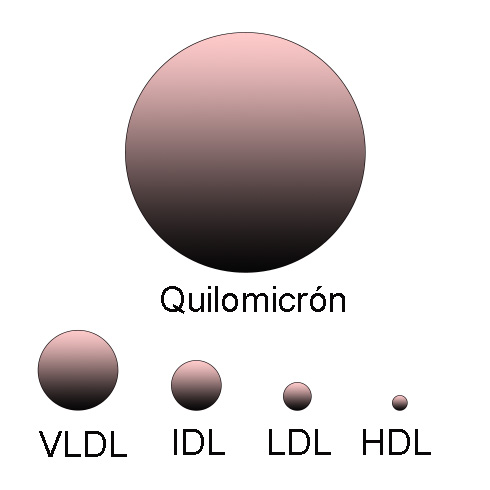
Tamaño relativo de las diferentes lipoproteínas.

- Lipoproteínas de muy baja densidad ( VLDL)
- Lipoproteínas de densidad intermedia (IDL)
- Lipoproteínas de baja densidad (LDL)
- Lipoproteínas de alta densidad (HDL)

| Densidad (g/mL) | Clase         | Diametero (nm) | % Proteína | % Colesterol | % Fosfolípido | % Triglicéridos |
| >1.063          | HDL           | 5–15           | 33         | 30           | 29            | 4-8             |
| 1.019–1.063     | LDL           | 18–28          | 25         | 46-50        | 21-22         | 8-10            |
| 1.006–1.019     | IDL           | 25–50          | 18         | 29           | 22            | 31              |
| 0.95–1.006      | VLDL          | 30–80          | 10         | 22           | 18            | 50              |
| <0.95           | Quilomicrones | 75-1200        | 1-2        | 8            | 7             | 83-84           |

## Función
Los lípidos junto a los hidratos de carbono, proteínas y ácidos nucleicos, son componentes esenciales de la célula, e indispensables para muchos procesos vitales. Son necesarios para el  almacenamiento de energía, la formación de las membranas celulares, el transporte de vitaminas liposolubles y además actúan en ocasiones como mensajeros químicos. Para que los lípidos desempeñen estas funciones, necesitan un sistema de transporte que les permita viajar de unas células a otras, por ejemplo desde las células del intestino donde se absorben hasta el tejido adiposo que actúa como reserva energética. El transporte no sería posible sin las lipoproteínas, pues los lípidos no son solubles en agua por su naturaleza hidrofóbica y por lo tanto no pueden viajar libres por el torrente sanguíneo. Las funciones de las lipoproteínas pueden resumirse  en tres:
- Transporte de los lípidos de la dieta. Consiste en transportar los triglicéridos procedentes de la dieta desde las células absortivas del intestino hasta los músculos o el tejido adiposo. Esta función es realizada por los quilomicrones que circulan primero a través de la linfa y después en el torrente sanguíneo.
- Transporte de los lípidos endógenos. En el hígado se produce la lipogénesis, proceso por el cual el exceso de glucosa se convierte primero en ácidos grasos y después en triglicéridos. Posteriormente en las células hepáticas los triglicéridos se empaquetan con colesterol fosfolípidos y proteínas para formar lipoproteínas de muy baja densidad (VLDL). Las  VLDL son liberadas a la circulación hasta que son hidrolizadas por la lipoproteinlipasa, liberando ácidos grasos que son absorbidos por el músculo como fuente de energía o almacenados en el tejido adiposo.[3]
- Transporte reverso del colesterol. Consiste en transportar el exceso de colesterol procedente de los tejidos periféricos hasta el hígado, donde se transforma en sales biliares que se eliminan a través de la bilis. Esta acción es realizada por las lipoproteínas de alta densidad (HDL).[3]

## Apolipoproteínas
Cada tipo de lipoproteína tiene una composición y una proporción características de apolipoproteínas. Estas tienes diferentes funciones, sirven como componente estructural para unir los lípidos, son  ligandos para unir las lipoproteínas a sus receptores en las células, son moduladores de la actividad enzimática y actúan como cofactores en el transporte de lípidos entre las diferentes lipoproteínas. Las más importantes son Apo-AI, apo-AII, apo-B48, apo-B100, apo-CI, apo-CII, apo-CIII, apolipoproteína D, apo-E y apo(a).
| Tipo  | Lipoproteína                  |
| A-I   | HDL, quilomicrones, VLDL      |
| A-II  | HDL, quilomicrones            |
| A-IV  | HDL, quilomicrones            |
| B-48  | Quilomicrones                 |
| B-100 | VLDL, IDL, LDL                |
| C-I   | VLDL, IDL, HDL, quilomicrones |
| C-II  | VLDL, IDL, HDL, quilomicrones |
| C-III | VLDL, IDL, HDL, quilomicrones |
| D     | HDL                           |
| E     | VLDL, IDL, HDL, quilomicrones |
| (a)   | Lipoproteína(a)               |

## Quilomicrones
Los quilomicrones son grandes partículas esféricas que transportan los triglicéridos provenientes de la absorción intestinal hacia los tejidos periféricos. Su principal función es aportar a los  tejidos los lípidos obtenidos de la ingesta, sobre todo triglicéridos. Las células absortivas del intestino delgado captan los ácidos grasos provenientes de los alimentos que una vez dentro del citoplasma se convierten en triglicéridos y se agregan formando glóbulos compuestos de triglicéridos , fosfolípidos y colesterol que se recubren por proteínas específicas para dar lugar a los quilomicrones. Estos miden más de 80 nm de diámetro, por lo que son excesivamente grandes para poder pasar a los vasos capilares, por ello penetran en los vasos linfáticos que a través del conducto torácico los transporta al sistema venoso y la circulación general, se mantienen en suspensión en la sangre durante un corto periodo, pues solamente 10 minutos después del proceso de absorción, más del 50% de los quilomicrones han desaparecido de la sangre gracias a la enzima lipoproteinlipasa que metaboliza los  triglicéridos de los quilomicrones y los convierte en glicerol y ácidos grasos que son captados por el tejido muscular para ser utilizados como fuente de energía o almacenados en el tejido adiposo. Cuando los quilomicrones pierden los triglicéridos que transportaban disminuyen su tamaño y se convierten en remanentes de quilomicrones que son captados por el hígado y eliminados de la circulación. En condiciones normales tras un ayuno de doce horas los quilomicrones han desaparecido de la sangre.

## Lipoproteínas de muy baja densidad (VLDL)
Las  lipoproteínas de muy baja densidad, suelen llamarse VLDL, por las iniciales de su nombre en inglés. Son ricas en triglicéridos y su apoproteína más importante es la apoproteína B-100. Su función principal es el transporte de triglicéridos para suministrarlo al tejido muscular y tejido adiposo. Las VLDL van perdiendo triglicéridos por acción de la lipoproteinlipasa y aumentan progresivamente en densidad, disminuyendo su tamaño, dando origen a las lipoproteínas de densidad intermedia (IDL).

## Lipoproteínas de densidad intermedia (IDL)
Las lipoproteínas de densidad intermedia también llamadas IDL por las iniciales de su nombre en inglés (Intermediate Density Lipoprotein) son aterogénicas, es decir favorecen la arterioesclerosis, tienen una densidad entre 1,006 y 1,019 g/ml, siendo su diámetro  entre 25 y 50 nm. Están formadas por un 25-40% de triglicéridos, 20-25% de colesterol esterificado, 7-11% de colesterol libre, 16-24% de fosfolípidos y 18% de proteínas. Las principales alolipoproteínas que contiene son apo B-100 y apo E. Tienen una vida media relativamente corta y se encuentran en la sangre en concentraciones muy bajas. Se producen como consecuencia de la lipolisis de las lipoproteínas de muy baja densidad (VLDL) y acaban por transformarse en lipoproteínas de baja densidad (LDL) o ser captadas por el hígado.

## Lipoproteínas de baja densidad LDL
Las lipoproteínas de baja densidad o LDL son las principales transportadoras del colesterol de la sangre. Su componente lipídico mayoritario es el colesterol en forma de ester, la proteína principal es la apolipoproteína B100.  La función de las LDL es transportar el colesterol  hacia las células, la apolipoproteína B100 actúa como ligando del receptor de las LDL. Diferentes tipos de células disponen de receptores que reconocen las LDL, produciéndose el transporte hasta el citoplasma en forma de endosoma. Dentro de la célula el colesterol esterificado se transforma en colesterol libre que es utilizado para la síntesis de membranas o la formación de hormonas esteroideas.
La lipoproteína(a), es similar a la LDL, pero se diferencia de esta en que contiene una apolipoproteína específica, la apo(a), que está unida a la apo B100 por un puente disulfuro.

## Lipoproteínas de alta densidad HDL
Las lipoproteínas de alta densidad (HDL) son las más densas y las que tienen mayor proporción de proteínas. Están formadas por colesterol, triglicéridos, fosfolípidos y diferentes apolipoproteínas, entre ellas la Apo-A1, Apo-A2, Apo-A4, Apo-C1, Apo-C2, Apo-C3 y ApoE.
Las HDL transportan el colesterol desde los diferentes tejidos hasta el hígado. La mayor parte de las células situadas en los tejidos periféricos tienden a acumular colesterol, pues no pueden  metabolizarlo. Por este motivo precisan un mecanismo de transporte inverso para devolver el colesterol al hígado que tiene capacidad para expulsarlo a través de las sales biliares.

## Enzimas
Las principales enzimas que intervienen en el metabolismo de las lipoproteínas son:
- Lipoproteinlipasa (LPL). La lipoproteinlipasa (EC 3.1.1.34) es una enzima que hidroliza los triglicéridos de los quilomicrones y lipoproteínas de muy baja densidad, liberando ácidos grasos y glicerol que son captados por el músculo y el tejido adiposo. Tras este proceso los quilomicrones se transforman en remanentes de quilomicrones y las VLDL se convieten en IDL.[7]
- Lipasa hepática o triglicérido-hidrolasa hepática (LH)
- Lipasa endotelial (LE)
- Lecitin Colesterol Acil Transferasa (LCAT). Transfiere un ácido graso desde la posición 2 de la fosfatidilcolina (lecitina) a una molécula de colesterol libre, formando así un ester de colesterol y lisofosfatidilcolina.[8]

## Lipoproteínas y aterioesclerosis
El mecanismo propuesto para la génesis de la aterioesclerosis se inicia por el paso de lipoproteínas aterogénicas que contienen apoB (LDL,VLDL,IDL), al espacio subendotelial y la infiltración de la pared arterial, teniendo en cuenta que la intensidad del proceso es proporcional a su concentración en sangre. Las zonas arteriales con mayor concentración de proteoglicanos, como las bifurcaciones arteriales, son las más proclives a la acumulación. Posteriormente se produce una reacción inflamatoria con formación de células espumosas derivadas de macrófagos que captan partículas de lipoproteínas modificadas. A continuación tiene lugar la liberación de lípidos proinflamatorios como fosfolípidos oxidados por parte de las células espumosas, lo que desencadena la formación de depósitos extracelulares de lípidos modificados y la inducción de una respuesta inmunitaria que promueve un proceso de inflamación, la muerte celular y la formación de un núcleo necrótico en la placa.

### LDL
Se ha comprobado en numerosos estudios que el colesterol unido a las lipoproteínas de baja densidad (cLDL) es una de las principales causas de la enfermedad cardiovascular ateromatosa. Por cada reducción del cLDL de 13 mg/dl, la incidencia de enfermedad cardiovascular se reduce un 21%, por este motivo al colesterol transportado por las LDL se le llama colesterol malo.
Se han establecido unos valores 
recomendados de lipoproteínas de baja densidad en sangre, dependiendo de la situación de riesgo de la persona. A las personas con riesgo cardiovascular alto se les recomienda unos valores más bajos que a aquellas personas con un riesgo cardiovascular bajo. Los objetivos terapéuticos de colesterol LDL establecidos  en función del riesgo cardiovascular son los 
siguientes:
- Riesgo bajo. Se recomienda menos de 116 mg/dl.
- Riesgo moderado. Se recomienda menos de 100 mg/dl.
- Riesgo elevado. Se recomienda menos de 70 mg/dl con una reducción de al menos el 50 % respecto al valor basal.
- Riesgo muy elevado. Se recomienda menos de 55 mg/dl con una reducción de al menos el 50 % respecto al valor basal.[12]

### HDL
Los estudios epidemiológicos muestran que altas concentraciones de HDL (superiores a 60 mg/dL) tienen una carácter protector contra las enfermedades cardiovasculares (como la cardiopatía isquémica e infarto de miocardio); y, contrariamente, bajas concentraciones de HDL (por debajo de 35mg/dL) suponen un aumento del riesgo de estas enfermedades, por este motivo al colesterol transportado por las HDL se le suele denominar colesterol bueno. Las cifras óptimas de HDL colesterol en sangre son 40 mg/dl o más en varones y 45 mg/dl o más en mujeres. Los hombres tienen en promedio un nivel de HDL inferior al de las mujeres.